# وومرات
وومرات (به آلمانی: Womrath) یک شهر در آلمان است که در راین-هونسروک واقع شده‌است. وومرات ۲۱۸ نفر جمعیت دارد.